# Phthiria xanthaspis
Phthiria xanthaspis är en tvåvingeart som beskrevs av Mario Bezzi 1925. Phthiria xanthaspis ingår i släktet Phthiria och familjen svävflugor.
Artens utbredningsområde är Egypten. Inga underarter finns listade i Catalogue of Life.